# Fine Line
«Fine Line» es una canción de Paul McCartney del álbum Chaos and Creation in the Backyard (2005). Fue publicada el 29 de agosto de 2005 como primer sencillo del álbum en Reino Unido. Ha alcanzado el número 20 en la lista de sencillos británica y el número 31 en el US Adult Contemporary. También alcanzó el número 1 en Japón.
La versión en vivo fue también presentada en el DVD "The Space Within US", concierto de 2006.

## Lista de canciones
7" R6673
1. «Fine Line»  - 3:05
2. «Growing Up Falling Down»  - 3:27

CD CDR6673
1. «Fine Line»  - 3:05
2. «Comfort of Love»  - 3:08

CD
1. «Fine Line»  - 3:06
2. «Comfort of Love»  – 3:09
3. «Growing Up Falling Down»  – 5:59